# Sangirdwergooruil
De sangirdwergooruil (Otus collari) is een vogelsoort uit de familie van de strigidae (uilen).

## Verspreiding en leefgebied
Deze soort is endemisch op de Sangihe-eilanden.